# Zero (The Smashing Pumpkins)
Zero è un singolo del gruppo alternative rock statunitense The Smashing Pumpkins, quarto estratto dall'album Mellon Collie and the Infinite Sadness del 1996.

## Descrizione
Scritto dal leader Billy Corgan è stato il primo brano registrato per Mellon Collie. In esso figurano ben sei chitarre ritmiche, di cui due a dodici corde. Il singolo uscì in un EP che conteneva 7 brani. Pastichio Medley contiene una medley di oltre 70 brani da Mellon Collie, in gran parte rimasti inediti. Il brano strumentale Tribute to Johnny è invece un omaggio al chitarrista Johnny Winter.
Il singolo raggiunse il 9º posto nella Billboard Alternative Songs negli Stati Uniti.

## Video
Il video musicale di Zero, uscì in due versioni. Fu diretto da Yelena Yemchuk, all'epoca fidanzata di Billy Corgan, e fu il primo atto di una lunga collaborazione con la band. Al contrario dei video di 1979 e Tonight, Tonight (singolo precedente), l'opera della Yemchuk non ottenne alcun premio né nomination agli MTV Video Music Awards 1996.

## Tracce
Tutti i brani sono di Billy Corgan eccetto dove indicato.
CD maxi singolo USA e EU
1. Zero – 2:39
2. God – 3:09
3. Mouths of Babes – 3:46
4. Tribute to Johnny – 2:34 (B. Corgan, J. Iha)
5. Marquis in Spades – 3:17
6. Pennies – 2:28
7. Pastichio Medley – 23:00 (B. Corgan, J. Iha, D'A. Wretzky, J. Chamberlin)

## Curiosità
- Nell'episodio della Settima stagione de I Simpson Homerpalooza appaiono gli Smashing Pumpkins, che si esibiscono brevemente cantando questo brano.

## Classifiche
| Classifica (1996)                   | Massima posizione |
| ----------------------------------- | ----------------- |
| Stati Uniti (Billboard Alternative) | 9                 |
| Stati Uniti (Billboard Hot 200)     | 46                |

## Formazione
The Smashing Pumpkins
- Billy Corgan – voce, chitarra
- James Iha – chitarra
- D'arcy Wretzky – basso, cori
- Jimmy Chamberlin – batteria